# 다쓰노시 (폐지)
다쓰노시(龍野市)는 효고현 남서부에 존재했던 시이며, 니시하리마 현민국 관할 지역이었다.

## 역사
- 1909년 - 1월 1일 다쓰노 전기철도, 다쓰노마치 역 외 개업.
- 1909년 - 2월 20일 다쓰노 전기철도 다쓰노마치 역 - 히자키 역 간 개업.
- 1931년 - 12월 23일 국철 히메즈 선(현·서일본 여객철도 히메신 선) 혼류노 역, 히가시요시자키 역이 개업.
- 1934년 - 12월 15일 하리덴 철도(구 다쓰노 전기 철도) 선 전 노선 폐선.
- 1951년 4월 1일 - 다쓰노정, 잇사이촌, 이보촌, 가미오카촌, 혼다촌이 합병해 다쓰노시가 성립하였다.
- 2003년 4월 18일 - 신구정, 이보가와정, 미쓰정, 다이시정과 1시 4정에 합병 협의회 설립하였다.
- 2005년 9월 1일 - 신구정, 이보가와정, 미쓰정과 합병해 다쓰노시가 성립하였다(다이시정은 탈퇴하였다). 동일 다쓰노시는 폐지되었다.

## 교통

### 철도
- 서일본 여객철도
  - 기신 선

### 도로
- 산요 자동차도
- 하리마 자동차도(일본어판)
- 국도 제2호선
- 국도 제29호선
- 국도 제179호선